# IC 4049
IC 4049 је лентикуларна галаксија у сазвјежђу Ловачки пси која се налази на листи објеката дубоког неба у Индекс каталогу.
Деклинација објекта је + 36° 20' 45" а ректасцензија 13h 0m 42,6s. Привидна величина (магнитуда) објекта IC 4049 износи 14,3 а фотографска магнитуда 15,3. IC 4049 је још познат и под ознакама UGC 8124, MCG 6-29-13, CGCG 189-12, NPM1G +36.0294, PGC 44806.